# Loes Wouterson
Louise Catharina (Loes) Wouterson (Amsterdam, 7 april 1963) is een Nederlands actrice en schrijfster.
Wouterson studeerde in 1988 af aan de Arnhemse Toneelschool. Ze speelde in verschillende toneelstukken zowel bij grote gezelschappen als in kleine zalen en maakte eigen muziektheaterproducties. Kort na de toneelschool speelde ze in de VPRO-serie Bij Nader Inzien. Voor haar rol van Henriëtte jr. kreeg Wouterson in 1991 het Gouden Kalf voor beste actrice. Ze was te zien in films als De Noorderlingen, De kleine blonde dood en Lek. In 2006 speelde Wouterson de rol van Melissa's moeder in de jeugdfilm Afblijven. In 2013 vertolkte ze de rol van Louise Zwart in de misdaadserie Penoza.
Al op de Arnhemse Toneelschool ging Wouterson als student naar de politieschool in Lochem om levensechte situaties te spelen, waar agenten in opleiding in intervenieerden. 

In 2007 zette ze samen met André Witbreuk een opleiding op voor acteurs in het bedrijfsleven: WWLA Opleiding Acteur m/v in het Bedrijfsleven. In 2017 ontwikkelden ze WWLA Advanced voor acteurs in het bedrijfsleven die veel verschillende soorten interventies en dramatechnieken inzetten in ontwikkelprocessen.
Wouterson schreef drie romans: De tweede geschiedenis (2001), Begin (2002) en Groener gras (2019). Ze is co-auteur van Eerste Hulp Bij Ongewenste resultaten, een boek waarin de theorieën en methoden (Reflecteren in Actie) van Chris Argyris praktisch toepasbaar wordt gemaakt, en het boek dat WWLA uitbracht: Trainingsacteren, een vak om van te leren (2012).

## Filmografie
- 1990 - Bij Nader Inzien - Henriëtte jr.
- 1992 - De Noorderlingen - Elizabeth
- 1992 - De drie beste dingen in het leven - Sacha van Eden
- 1993 - De kleine blonde dood - Mieke
- 1996 - Onderweg naar Morgen - Linda Verkerck
- 1997 - Baantjer: De Cock en de moord met de schaar - Cleo van Billigen
- 1998 - Combat: Verdacht - Wachtmeester 't Hart
- 2000 - Lek - Wachtcommandant
- 2001 - De middeleeuwen
- 2002 - Russen: De kat van de Reggestraat - Jessica Blommaert
- 2003 - Spangen: Hoogmoed - Iris
- 2004 - Floris - Jacoba
- 2006 - Afblijven - Moeder van Melissa
- 2007 - Spoorloos verdwenen: De verdwenen anesthesist - Sophia Hulzenbosch
- 2013 - Penoza - Louise Zwart
- 2015 - Goedenavond Dames en Heren - Els van Dijk